# Bryant Washburn

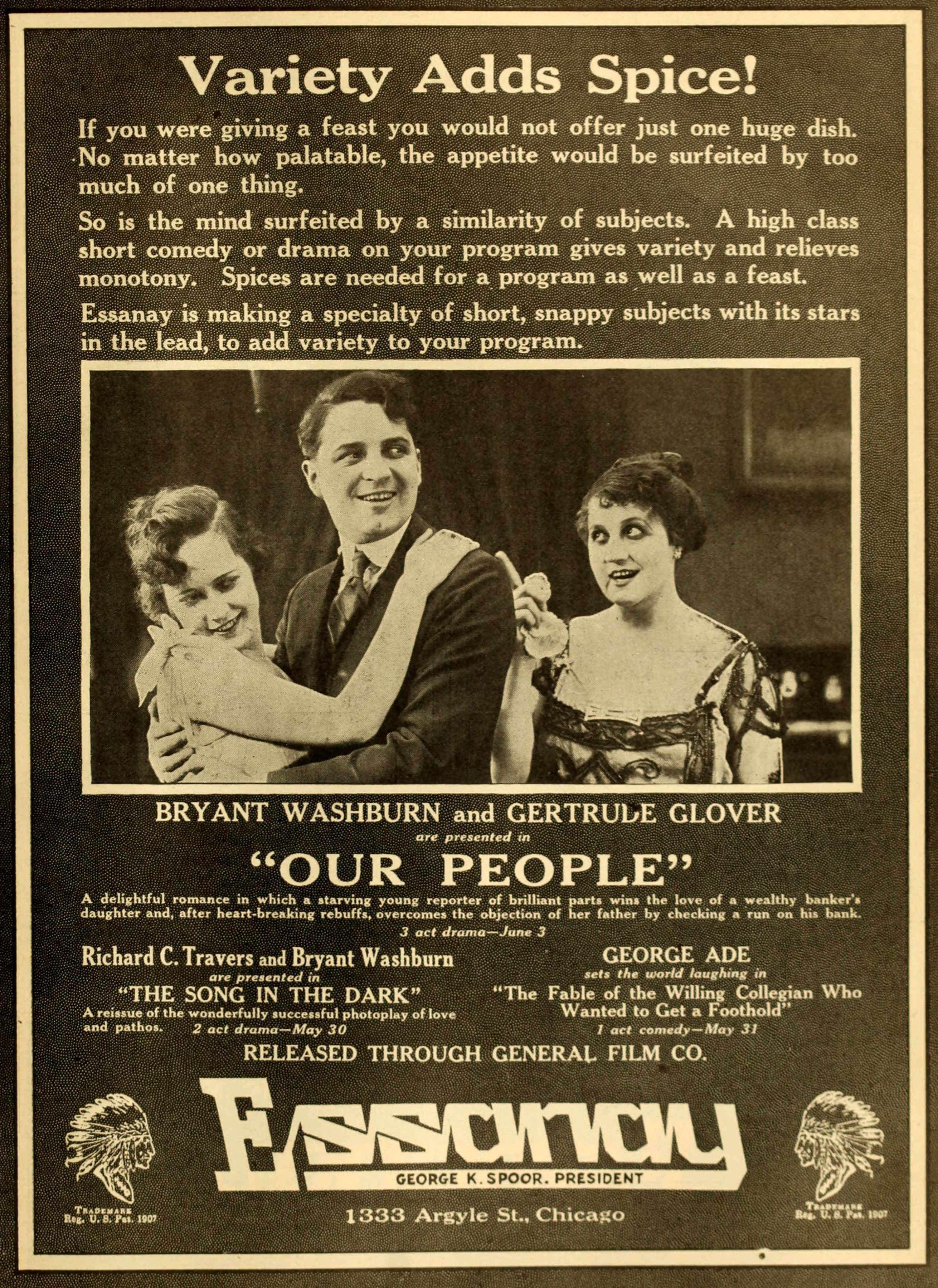
Washburn en Our People (1916)

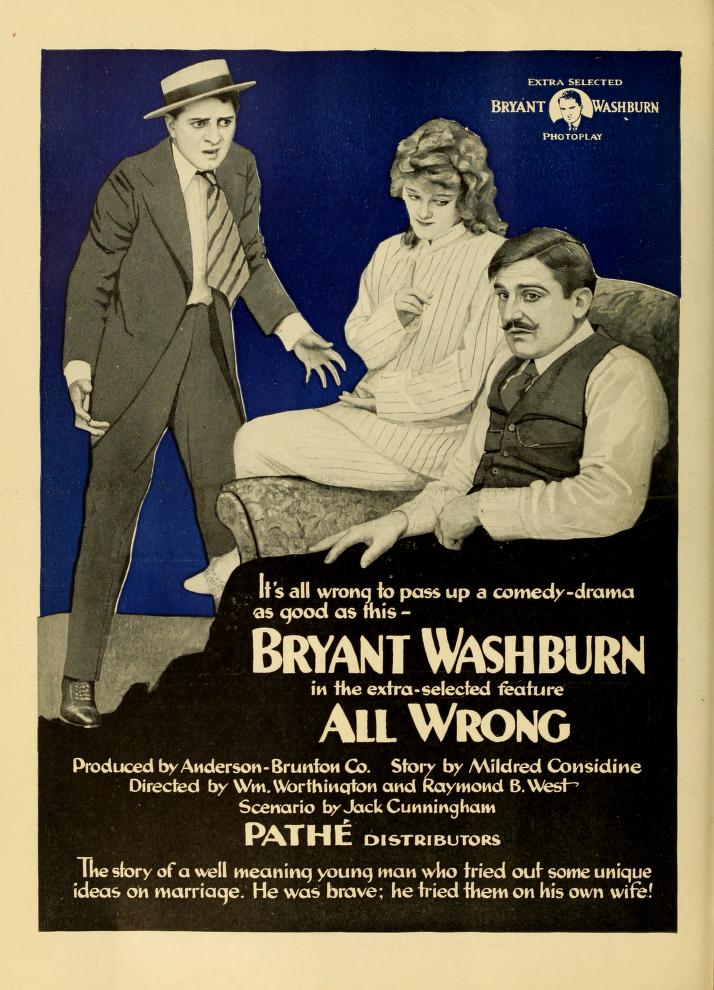
Póster de All Wrong (1919)

Bryant Washburn (28 de abril de 1889 – 30 de abril de 1963) fue un actor cinematográfico de nacionalidad estadounidense, a lo largo de cuya carrera actuó en más de 300 producciones, estrenadas entre 1911, en la época del cine mudo, y 1947.

## Biografía
Su nombre completo era Franklin Bryant Washburn III, y nació en Chicago, Illinois. Inició la carrera de actor cinematográfico a los 22 años de edad en su ciudad natal, participando en The New Manager, film producido en 1911 por Essanay Studios, compañía productora fundada en Chicago en 1907 por el famoso actor de western Broncho Billy Anderson, para el cual Washburn trabajó en sus primeros años.
Su última actuación, un papel como actor de carácter, tuvo lugar en Sweet Genevieve (1947), cinta dirigida por Arthur Dreifuss.
Bryant Washburn falleció en 1963 en Hollywood, California, a causa de un infarto agudo de miocardio, a los 74 años de edad. Fue enterrado en el Cementerio de Holy Cross, en Culver City. Había estado casado con la actriz Mabel Forrest (1894-1967). La pareja tuvo dos hijos, Dwight y Bryant Washburn Jr. (1915-1960), que también fue actor, además de mayor del Mando de Reserva de la Fuerza Aérea, en la que sirvió durante la Segunda Guerra Mundial y la Guerra de Corea.

## Filmografía completa

### Actor
- The New Manager, de R.F. Baker (1911)
- The Dark Romance of a Tobacco Tin (1911)
- The Burglarized Burglar, de R.F. Baker (1911)
- A False Suspicion (1911)
- He Fought for the U.S.A. (1911)
- The Madman (1911)
- The Long Strike (1911)
- The Mail Order Wife (1912)
- The Old Florist (1912)
- A Brother's Error (1912)
- The Melody of Love (1912)
- Her Boys (1912)
- Tracked Down (1912)
- The Little Black Box (1912)
- The Turning Point (1912)
- Out of the Depths (1912)
- At the End of the Trail (1912)
- Lonesome Robert (1912)
- Napatia, the Greek Singer (1912)
- In Quarantine (1912)
- The Eye That Never Sleep (1912)
- Detective Dorothy (1912)
- White Roses (1912)
- Signal Lights (1912)
- Cupid's Quartette (1912)
- The New Church Organ, de Archer MacMackin (1912)
- The Voice of Conscience, de Theodore Wharton (1912)
- The End of the Feud, de Theodore Wharton (1912)
- Sunshine, de Theodore Wharton (1912)
- Miss Simkins' Summer Boarder (1912)
- The Letter (1912)
- Chains, de Archer MacMackin (1912)
- From the Submerged, de Theodore Wharton (1912)
- The House of Pride, de Jack Conway (1912)
- The Stain (1912)
- The Shadow of the Cross (1912)
- The Virtue of Rags, de Theodore Wharton (1912)
- Giuseppe's Good Fortune (1912)
- The Cat's Paw (1912)
- When Soul Meets Soul, de Norman MacDonald (1913)
- Jimmy (1913)
- The Thirteenth Man (1913)
- The Laird of McGillicuddy (1913)
- The Melburn Confession (1913)
- The Broken Heart, de Harry McRae Webster (1913)
- The Swag of Destiny (1913)
- Billy McGrath on Broadway (1913)
- A Bottle of Musk (1913)
- An Old, Old Song (1913)
- The Spy's Defeat, de Harry McRae Webster (1913)
- The Price of Gold, de Arthur Mackley (1913)
- A Wolf Among Lambs (1913)
- The Unburied Past (1913)
- Two Social Calls (1913)
- Let No Man Put Asunder (1913)
- The Mysterious Stranger (1913)
- The Divided House (1913)
- The Forbidden Way (1913)
- Bread Upon the Waters (1913)
- The Power of Conscience, de Theodore Wharton (1913)
- The Love Theft (1913)
- Stone the Woman (1913)
- In Convict Garb, de Harry McRae Webster (1913)
- The Man Outside (1913)
- The Lost Chord (1913)
- Autumn Love (1913)
- Hearts and Flowers (1914)
- The Hour and the Man, de E.H. Calvert (1914)
- The Conqueror (1914)
- Nearly Married (1914)
- The Grip of Circumstance, de E.H. Calvert (1914)
- Mongrel and Master (1914)
- Hear No Evil (1914)
- Chains of Bondage (1914)
- Shadows, de R.F. Baker (1914)
- The Three Scratch Clue (1914)
- The Fulfillment, de Henry MacRae (1914)
- The Price of His Honor (1914)
- In the Moon's Ray, de E.H. Calvert (1914)
- The Man for A' That (1914)
- The Mystery of Room 643 (1914)
- The Greater Love (1914)
- In Real Life (1914)
- Ashes of Hope (1914)
- The Uneven Balance (1914)
- The Voice in the Wilderness (1914)
- Blind Man's Bluff (1914)
- Blood Will Tell, de E.H. Calvert (1914)
- The Elder Brother (1914)
- The Song in the Dark (1914)
- The Chasm (1914)
- Trinkets of Tragedy (1914)
- A Night with a Million (1914)
- One Wonderful Night, de E.H. Calvert (1914)
- Mrs. Billington's First Case (1914)
- A Clash of Virtues (1914)
- The Seventh Prelude (1914)
- Stopping the Limited, de Harry Mainhall (1914)
- A Gentleman of Leisure (1914)
- The Masked Wrestler, de E.H. Calvert (1914)
- Two Men Who Waited, de E.H. Calvert (1914)
- Under Royal Patronage, de E.H. Calvert (1914)
- The Devil's Signature, de Harry McRae Webster (1914)
- Sparks of Fate, de E.H. Calvert	(1914)
- Love's Magnet (1914)
- A Splendid Dishonor, de E.H. Calvert (1914)
- The Verdict, de Richard Travers (1914)
- Mother o' Dreams (1914)
- Whatsoever a Woman Soweth (1914)
- His Dearest Foes, de E.H. Calvert (1914)
- Within Three Hundred Pages (1914)
- Beyond Youth's Paradise (1914)
- Scars of Possession, de Roy Clements (1914)
- The Place, the Time and the Man (1914)
- Every Inch a King (1914)
- The Loose Change of Chance (1914)
- Any Woman's Choice (1914)
- The Way of the Woman (1914)
- The Gallantry of Jimmy Rodgers (1915)
- Surgeon Warren's Ward (1915)
- By a Strange Road (1915)
- The Misjudged Mr. Hartley (1915)
- At the End of a Perfect Day, de George Ade (1915)
- The Creed of the Clan (1915)
- Third Hand High, de E.H. Calvert (1915)
- Thirteen Down, de Joseph Byron Totten (1915)
- The Surprise of My Life (1915)
- Stars Their Courses Change (1915)
- The Strength of the Weak (1915)
- When the Fates Spin (1915)
- The Wood Nymph, de E.H. Calvert (1915)
- The Little Straw Wife, de Joseph Byron Totten (1915)
- The Great Silence (1915)
- The Fable of the Demand That Must Be Supplied (1915)
- Countess Veschi's Jewels
- Graustark, de Fred E. Wright (1915)
- The Return of Richard Neal (1915)
- Frauds (1915)
- The Profligate (1915)
- Home Coming, de E.H. Calvert (1915)
- Means and Morals, de E.H. Calvert (1915)
- The Fable of the Highroller and the Buzzing Blondine (1915)
- The Slim Princess, de E.H. Calvert (1915)
- The Gilded Cage (1915)
- The Greater Courage (1915)
- The Little Deceiver (1915)
- The Blindness of Virtue, de Joseph Byron Totten (1915)
- The Sky Hunters (1915)
- The Call of Yesterday (1915)
- The Woman Hater, de Charles Brabin (1915)
- Rule Sixty-Three, de Richard Foster Baker (1915)
- Caught (1915)
- The Scapegoat (1915)
- The Family Divided (1915)
- Tides That Meet (1915)
- Inheritance, de Clem Easton (1915)
- The Crimson Wing, de E.H. Calvert (1915)
- Despair, de J. Charles Haydon (1915)
- The Edge of Things (1915)
- The Alster Case, de J. Charles Haydon (1915)
- The Danger of Being Lonesome (1915)
- Marriage a la Carte, de James Young (1916)
- Pieces of the Game (1916)
- Destiny, de Harry Beaumont (1916)
- Golden Lies (1916)
- The Despoiler (1916)
- The Havoc, de Arthur Berthelet (1916)
- The Spider's Web (1916)
- Once a Thief --? (1916)
- Our People (1916)
- The Promise Land, de Lawrence C. Windom (1916)
- Worth While, de E.H. Calvert (1916)
- A Million for a Baby, de Harry Beaumont (1916)
- The Prince of Graustark, de Fred E. Wright (1916)
- The Final Fraud, de J. Charles Haydon (1916)
- The Breaker, de Fred E. Wright (1916)
- The Girl God Made for Jones, de Richard Foster Baker (1917)
- Skinner's Dress Suit
- A Four Cent Courtship
- Skinner's Bubble
- Aladdin Up to Date
- Filling His Own Shoes
- The Man Who Was Afraid, de Fred E. Wright (1917)
- The Golden Idiot
- Skinner's Baby
- The Fibbers
- The Voice of Conscience
- Twenty-One
- Kidder and Ko
- Ghost of the Rancho
- Till I Come Back to You
- The Gypsy Trail, de Walter Edwards (1918)
- The Way of a Man with a Maid, de Donald Crisp (1918)
- Venus in the East, de Donald Crisp (1919)
- The Poor Boob, de Donald Crisp (1919)
- Something to Do, de Donald Crisp (1919)
- Putting It Over, de Donald Crisp (1919)
- All Wrong, de Raymond B. West y William Worthington (1919)
- A Very Good Young Man, de Donald Crisp (1919)
- Love Insurance, de Donald Crisp (1919)
- Why Smith Left Home, de Donald Crisp (1919)
- It Pays to Advertise, de Donald Crisp (1919)
- Too Much Johnson, de Donald Crisp (1919)
- The Six Best Cellars, de Donald Crisp (1920)
- Mrs. Temple's Telegram, de James Cruze (1920)
- The Sins of St. Anthony
- What Happened to Jones
- A Full House
- Burglar Proof
- An Amateur Devil
- The Road to London
- June Madness
- White Shoulders, de Tom Forman (1922)
- Hungry Hearts, de E. Mason Hopper (1922)
- The Woman Conquers
- Temptation, de Edward LeSaint  (1923)
- Rupert of Hentzau, de Victor Heerman (1923)
- Mine to Keep, de Ben F. Wilson (1923)
- The Common Law, de George Archainbaud (1923)
- The Love Trap
- The Meanest Man in the World, de Edward F. Cline (1923)
- Other Men's Daughters
- Try and Get It
- My Husband's Wives
- Star Dust Trail
- The Parasite, de Louis J. Gasnier (1925)
- The Wizard of Oz, de Larry Semon (1925)
- Passionate Youth
- Wandering Footsteps
- Wet Paint
- Meet the Prince
- That Girl Oklahoma
- Young April
- Flames
- Her Sacrifice
- The Sky Pirate
- In the First Degree, de Phil Rosen (1927)
- El rey de reyes
- The Love Thrill
- Beware of Widows
- Modern Daughters
- Black Tears
- Sitting Bull at the Spirit Lake Massacre
- Breakfast at Sunrise
- Skinner's Big Idea
- Honeymoon Flats
- The Chorus Kid
- A Bit of Heaven
- Undressed
- Nothing to Wear
- Jazzland
- The Unkissed Man, de Leo McCarey (1929)
- Niagara Falls, de William C. McGann (1930)
- Swing High, de Joseph Santley (1930)
- Kept Husbands, de Lloyd Bacon (1931)
- Crashing Hollywood
- Stout Hearts and Willing Hands
- The Lure of Hollywood
- The Mystery Train
- Hollywood Halfbacks
- Keep Laughing
- The Reckoning
- Arm of the Law
- State's Attorney
- Forbidden Company
- Hollywood al desnudo, de George Cukor (1932)
- Drifting, de Louis King (1932)
- Thrill of Youth
- Exposure, de Norman Houston (1932)
- A Parisian Romance
- The Woman Who Dared, de Millard Webb (1933)
- Night of Terror
- What Price Innocence?
- The Devil's Mate
- Public Stenographer
- Looking for Trouble, de William A. Wellman (1934)
- The Back Page
- The Return of Chandu
- The Curtain Falls
- Cleopatra, de Cecil B. DeMille (1934)
- When Strangers Meet
- Tailspin Tommy
- The World Accuses
- Twenty Dollars a Week
- The Drunkard, de Albert Herman (1935)
- The Call of the Savage
- Swellhead
- Danger Ahead
- The Throwback
- Tailspin Tommy in The Great Air Mystery
- The Irish Gringo
- It's Up to You
- The Bridge of Sighs, de Phil Rosen (1936)
- Taming the Wild
- Preview Murder Mystery
- Sutter's Gold
- The Millionaire Kid
- The Amazing Exploits of the Clutching Hand
- Three of a Kind, de Phil Rosen (1936)
- And Sudden Death
- It Couldn't Have Happened (But It Did)
- Hollywood Boulevard
- The Black Coin
- Gambling with Souls
- Ellis Island, de Phil Rosen (1936)
- Wanted: Jane Turner
- Conflict, de David Howard (1936)
- We Who Are About to Die
- Race Suicide
- Jungle Jim
- The Outcasts of Poker Flat
- The Toast of New York
- Sea Racketeers
- Million Dollar Racket
- The Westland Case
- Crashing Hollywood
- Night Spot
- This Marriage Business
- Law of the Underworld
- Crime Ring
- The Wages of Sin, de Herman E. Webber (1938)
- I Demand Payment
- Ambush
- La diligencia
- Cafe Society
- I Was a Convict
- Sky Patrol
- Abe Lincoln in Illinois
- King of the Royal Mounted
- Adventures of Captain Marvel
- The Spider Returns
- Paper Bullets
- De corazón a corazón
- No Greater Sin
- Babes on Broadway
- Dr. Kildare's Victory
- Captain Midnight, de James W. Horne (1942)
- Ship Ahoy
- We Were Dancing
- Maisie Gets Her Man
- Two for the Money
- Shadows on the Sage
- Sin Town
- For Me and My Gal, de Busby Berkeley (1942)
- War Dogs
- You Can't Beat the Law
- Carson City Cyclone
- The Law Rides Again
- Wagon Tracks West
- Thousands Cheer
- I Dood It
- The Girl from Monterrey
- Death Valley Rangers
- Cowboy in the Clouds
- Nabonga
- A Night of Adventure
- The Falcon in Mexico
- The Master Race
- My Pal Wolf
- Heavenly Days
- Feather Your Nest
- The Falcon in Hollywood
- Nevada
- Betrayal from the East
- Two O'Clock Courage
- West of the Pecos
- Johnny Angel
- Do or Diet
- Sweet Genevieve, de Arthur Dreifuss (1947)

### Productor
- Other Men's Daughters
- Mine to Keep